# Vranovice-Kelčice
Vranovice-Kelčice é uma comuna checa localizada na região de Olomouc, distrito de Prostějov.